# Sosnowiórka szara
Sosnowiórka szara, dawniej: wiewiórka czikari (Tamiasciurus douglasii) – gatunek ssaka z rodziny wiewiórkowatych występujący na północnoamerykańskim wybrzeżu Pacyfiku.

## Nazwa zwyczajowa
W polskiej literaturze zoologicznej dla oznaczenia gatunku używana była nazwa zwyczajowa „wiewiórka czikari”. Ostatecznie w wydanej w 2015 roku przez Muzeum i Instytut Zoologii Polskiej Akademii Nauk publikacji „Polskie nazewnictwo ssaków świata” autorzy zaproponowali podkreślenie odrębności od zwierząt z rodzaju Sciurus (wiewiórka) i w konsekwencji gatunkowi przypisano oznaczenie sosnowiórka szara, a dla rodzaju Tamiasciurus zarezerwowano nazwę sosnowiórka.

## Środowisko
Występuje w lasach iglastych, na wysokości do 3300 m n.p.m.

## Wygląd
Długość ciała 27-35,5 cm, masa ok. 140-310 g. Nie występuje dymorfizm płciowy. Futro występuje w umaszczeniach od rudobrązowego, do szarobrązowego. Zimą futro staje się bardziej szarawe. Brzuch pomarańczowy, co odróżnia gatunek od blisko spokrewnionej sosnowiórki czerwonej. Ogon puszysty, z czarnymi końcówkami włosów. Po bokach ciała czarne pasy, zanikające w zimie.

## Tryb życia
Sosnowiórki szare są towarzyskimi zwierzętami i poza sezonem rozrodczym nie przeszkadza im towarzystwo innych przedstawicieli swojego gatunku. Jedna wiewiórka żyje na obszarze 1-1,5 hektara. Śpią w zbudowanych przez siebie gniazdach, zbudowanych z gałęzi, mchu, porostów i kory. Czasem zajmują gniazda opuszczone przez ptaki. Są dość głośnymi zwierzętami – wydają odgłosy podczas zalotów, walk o terytorium, ostrzegają się też w ten sposób o niebezpieczeństwie. Prawdopodobnie komunikują się między sobą także za pomocą sygnałów zapachowych.

## Pożywienie
Zwierzęta głównie roślinożerne, o zróżnicowanej diecie. Ich podstawowym pożywieniem są nasiona sosny, ale jedzą także liście, orzechy, grzyby, jagody, gałęzie, pąki, żywicę i miazgę drzew. Czasem uzupełniają dietę bezkręgowcami, ptasimi jajami i pisklętami. Zimą korzystają głównie z zapasów, które zgromadziły przez ciepłe miesiące.

## Rozmnażanie
Zwierzęta mogą rozmnażać się od stycznia do sierpnia, ale sezon rozrodczy trwa najczęściej od marca do czerwca. Wiewiórka mają jednego partnera w jednym sezonie godowym. Samica, po ok. półtoramiesięcznej ciąży rodzi 1-8, zazwyczaj 5 młodych. Nowonarodzone wiewiórki są nagie i ślepe. Po osiemnastu dniach porastają futerkiem, między 26 a 36 dniem otwierają im się oczy. Samica karmi młode przez 9 tygodni, ale już w szóstym zwierzęta uzupełniają swoją dietę stałym pokarmem. W środku lipca, lub na początku sierpnia młode wychodzą z gniazda, ale nadal pozostają przy matce aż do grudnia. Następnej wiosny są już w pełni dorosłe i gotowe do rozrodu.

## Zagrożenia
Sosnowiórki szare mają wielu naturalnych wrogów. Żywią się nimi rysie rude, kojoty, sowy, koty, lisy, kuny, gołębiarze i łasice długoogoniaste. Pomimo tego populacja wiewiórek jest w dobrej kondycji i nie są one zagrożone wyginięciem.